# لانس كارسون
لانس كارسون (بالإنجليزية: Lance Carson)‏ هو سياسي أمريكي، ولد في 3 ديسمبر 1945. حزبياً، نشط في الحزب الجمهوري. وقد انتخب عضو مجلس نواب ولاية داكوتا الجنوبية.